# Бравий солдат Швейк (фільм)
«Бравий солдат Швейк» (чеськ. Dobrý voják Švejk) — художній фільм 1957 року, знятий чеським режисером Карелом Стекли. Екранізація першої частини знаменитого твору Ярослава Гашека «Пригоди бравого солдата Швейка під час світової війни». Продовження — «Швейк на фронті».

## Сюжет
У фільмі використано сюжет першої частини «Пригод Швейка» — «В тилу».
Дізнавшись від своєї квартирної господині про замах у Сараєво, Швейк йде до трактири «Під чашею», де його арештовують за необережні висловлювання. У поліцейському управлінні він має товаришів по нещастю, заарештованих, як і він, у зв'язку з останніми подіями.
З поліцейського управління його направляють на медичну комісію, де його визнають володарем повної психічної отупілості і вродженого кретинізму. Повернувшись додому, Швейк дізнається, що його кімната здана новому наймачу, і виставляє того геть.
Після оголошення мобілізації в результаті медичного огляду Швейка визнали симулянтом і відправили спочатку в госпіталь, а потім до гарнізонної в'язниці.
Перебуваючи в у'вязненні, він розридався на проповіді фельдкурата Отто Каца, і той узяв його до себе денщиком. Швейк став справжньою знахідкою для вічно п'яного полкового священика. Він знаходить вихід з будь-якої ситуації, виставляє на вулицю настирливого кредитора Каца і допомагає фельдкуратові дістати грошей на випивку і оплату боргів.
У фельдкурата не було причин бути незадоволеним Швейком, але він, сам не бажаючи того, програв свого денщика в карти надпоручнику Лукашу. З ангельською незворушністю бравий солдат став залагоджувати справи свого нового пана. Головним чином, це стосувалося жінок і пов'язаних з ними клопотів і незручностей. Виникаючі непорозуміння поручик списував на ідіотизм Швейка, і вони уживалися досить непогано.
Але всьому приходить кінець. Лукашу захотілося собаку, і Швейк, в минулому професійний торговець краденими псами, дістав йому чудового пінчера. На біду, собака належала їх полковнику Фрідріху Краус фон Ціллергуту, який для покарання за таке неприпустиме нахабство відправив поручика разом зі Швейком до маршбатальйону, який відбуває на фронт.

## У ролях
- Рудольф Грушинський (Rudolf Hrušínský[cs]) — Йозеф Швейк
- Мілош Копецький — фельдкурат Кац
- Сватоплук Бенеш (Svatopluk Beneš[cs]) — поручик Лукаш
- Франтішек Філіповський (František Filipovský[cs]) — сищик Бретшнейдер
- Божена Гавличкова — пані Вендлерова
- Йозеф Гліномаз (Josef Hlinomaz[cs]) — шинкар Палівець
- Єва Свободова (Eva Svobodová[cs]) — пані Мюллерова
- Бедржих Врбскій[cs] — доктор Грюнштейн
- Богуслав Загорський — обходнік Вендлер
- Станіслав Нейман — старий лікар
- Ярослав Войта — голова благодійного гуртка в Годковічках «Добролюб», третій змовник

## Радянський дубляж
Фільм дубльований російською мовою на кіностудії «Ленфільм» у 1957 році. Режисер дубляжу — Сергій Гіппіус. Радянська прокатна копія чорно-біла і коротша чехословацького оригіналу на 10 хвилин. У радянські часи фільм показували по Центральному телебаченню щорічно, о 5-й ранку 1 січня.

### Ролі дублювали
- Павло Суханов — Швейк
- Борис Рижухін — фельдкурат Отто Кац
- Сергій Рябінкін — поручик Лукаш
- Сергій Боярський — Бретшнейдер
- Олександр Арді — доктор Грюнштейн
- Галина Короткевич — пані Вендлерова
- Єлизавета Уварова — пані Мюллерова

## Знімальна група
- Автори сценарію: Ян Галек, Карел Стекли
- Режисер: Карел Стекли
- Оператор: Рудольф Стагл
- Художник: Борис Моравець
- Композитор: Ян Сейдель
- Монтаж: Мирослав Гаєк

## Фільмування

### Передісторія
Ще до Карела Стекли кілька чехословацьких і зарубіжних режисерів намагалися екранізувати роман Гашека. Перші версії з'явилися в епоху німого кіно . У 1926 році режисер Карел Ламач зняв фільм «Бравий солдат Швейк», в якому головну роль виконав Карел Нолл, який раніше грав Швейка в декількох театральних постановках. Сценарій до цього фільму написав Вацлав Вассерман. Потім творчий тандем Ламач — Вассерман — Нолл випустив того ж 1926 року продовження — «Швейк на фронті». Карел Нолл зіграв Швейка ще в двох фільмах — "Швейк в російському полоні " (1926, режисер Сватоплук Іннеманн, за романом Карела Ванека) і «Швейк у цивільному житті» (1927, режисер Густав Махато).
В епоху звукового кіно режисер Мартін Фріч повернувся до оригінального роману Гашека. У 1931 році він зняв фільм «Бравий солдат Швейк». Сценарій знову написав Вацлав Вассерман, але головну роль замість Карела Нолла виконав Саша Рашилов. У роки Другої світової війни до теми Швейка повернувся Карел Ламач, у 1943 році зняв у Великій Британії фільм «Нові пригоди Швейка». Дію фільму було перенесено в сучасність, а Швейк став лукавим слугою начальника гестапо. У тому ж році однойменний фільм випустив радянський режисер Сергій Юткевич. Дія також розгорталася в сучасності; Швейк допомагав балканським партизанам боротися проти нацистської армії.
У 1954—1955 роках режисер Іржі Трнка випустив трьохскладовий ляльковий мультфільм «Бравий солдат Швейк». З роману Гашека він вибрав три епізоди, які переклав особливою художньою кіномовою, зберігши літературні особливості оригіналу в закадровому тексті, зачитаному Яном Веріхом.

### Виробництво
Двохскладова екранізація Карела Стекли в порівнянні з попередніми версіями відрізняється максимальною вірністю літературному оригіналу щодо збереження персонажів і послідовності подій. У першому фільмі дилогії, «Бравий солдат Швейк», збережені всі відомі епізоди роману до від'їзду Швейка на фронт: арешт Швейка в пивній «Під чашею», поліцейський допит, призов до армії, служба денщиком у фельдкурата Каца і поручика Лукаша і відправка до Чеських Будейовиців.
Фільм було знято в творчій групі «Feix-Daniel» кіностудії « Баррандов». На кастинг виконавців головної ролі були запрошені Рудольф Грушинський, Рудольф Дейл-молодший, Любомир Липський та Карел Грди, який грав Швейка в Пардубицькому театрі. У підсумку на роль Швейка був обраний Грушинський, чиє виконання цієї ролі — поряд з Мілошем Копецьким у ролі фельдкурата Каца — на думку сучасного критика Яна Кржіпача, відноситься до головних достоїнств фільму. Образ Швейка у фільмі трактується в дусі часу, як свого роду «народний» герой.

## Прем'єра і критика
Світова прем'єра фільму відбулася 6 липня 1957 року на 10-му Міжнародному кінофестивалі в Карлових Варах. «Бравий солдат Швейк» брав участь в основному конкурсі поряд з такими фільмами, як «Людина на рейках» Анджея Мунка та «Пане вчителю Ганнібал» Золтана Фабрі. Це викликало нарікання з боку чехословацьких критиків. Зокрема, Іван Дворжак з двотижневика «Кіно» писав, що «Швейк» — нічим не примітний середній фільм, і незрозуміло, чим керувалися особи, котрі включили його до програми фестивалю. Кращими кандидатами Дворжак назвав фільми "Вересневі ночі" Войтеха Ясного, "Ігри з чортом" Йозефа Маха, «Непереможені» Їржі Секвенса, "Життя поставлене на карту" Їржі Вайса і "Загублені діти" Мілоша Маковца (останній фільм представляв Чехословаччину на Каннському кінофестивалі 1957 року).
Прем'єра «Швейка» в чехословацьких кінотеатрах відбулася 23 серпня 1957 року. Крім того, фільм демонструвався на VI Міжнародному фестивалі молоді і студентів у Москві.
Незважаючи на критику, «Бравий солдат Швейк» виявився хорошим комерційним продуктом. Він був закуплений низкою країн не тільки комуністичного блоку, але і Заходу. При цьому особливу увагу з боку критики фільм отримав у Франції. Лівий журнал «Les Lettres Françaises» писав, що картина спочатку повинна була представляти Чехословаччину на Каннському кінофестивалі, але потім була знята — мабуть, через гостру антиклерикальної сатири . Про нечувано сміливий антиклерикалізм «Швейка» писав також журнал «Image et Son», який, зокрема, зазначив сцену вечірки у фельдкурата як «сатиричну зухвалість». Відомий журнал «Кайе дю сінема» порівняв «Швейка» з комедіями братів Маркс і Джеррі Льюїса ; при цьому стаття про фільм була опублікована в березневому числі за 1959 рік, по сусідству з рецензіями на такі фільми, як "Запаморочення " Альфреда Гічкока та «Красунчик Серж» Клода Шаброля.

## Номінації
1957 — 10-й Міжнародний фестиваль в Карлових Варах: Кришталевий глобус

## Різні версії фільму
«Бравий солдат Швейк» — один з небагатьох чеських фільмів, які були зняті в двох варіантах. Один з цих варіантів вважався остаточним, а другий — запасним. Для кожного варіанта використовувалися різні дублі, тому вони відрізняються кадрами . Друга частина дилогії, «Швейк на фронті», знімалася вже тільки в одному варіанті.

## Реставрація
У 2016 році Національний кіноархів Чехії завершив цифрову реставрацію фільмів «Бравий солдат Швейк» і «Швейк на фронті». Для оцифровки «Бравого солдата Швейка» був обраний другий негатив фільму. Втрачені кадри зі вступними титрами були заповнені з однієї з прокатних копій.
Прем'єра відреставрованої версії «Бравого солдата Швейка» відбулася в Кралупах-на-Влтаві 18 квітня 2016 року . На прем'єрі був присутній онук Ярослава Гашека Річард. 9 серпня 2017 року вийшло дводискове видання Blu-ray обох фільмів.